# Анна и Жанна (картина)
«Анна и Жанна» (фр. Anne et Jehanne) — картина французской художницы Лоры Леру-Рево, написанная в 1894 году. Находится в коллекции Музея изобразительного искусства в Нанси (Франция).

## История
Написанная в 1894 году, картина в том же году выставлялась в Салоне Общества французских художников. 7 января 1896 года поступила в Музей изобразительного искусства Нанси в качестве депозита государства. Реставрация полотна была осуществлена в 1998 году.

## Описание
Две молодые девушки, очевидно сёстры, изображены сидящими в интерьере. Старшая, обращённая к зрителю, одета в длинное зелёное платье, стянутое на талии поясом. Сидя на большом деревянном стуле, она опирается на правую руку, запустив ладонь в волосы на уровне щёк. Её распущенные рыжие волосы, украшенные золотой лентой, ниспадают на левое плечо; левая рука покоится на плече младшей сестры, одетой в длинное фиолетовое платье. Младшая сестра изображена спящей на коленях старшей, сидя на табурете справа на картине. Её лицо также обращено к зрителю, в правой руке она держит цветок. Слева на холсте на столике видна ваза с цветами и небольшая раскрытая книга.
На этой картине, как и на большинстве работ Леру-Рево, изображены женские фигуры, которые художница часто писала в средневековом стиле. Леру-Рево была представителем символизма, художественным ориентиром которого были искусство Средних веков и забытые ценности прошлого.

## Анализ
В этой картине и в творчестве Леру-Рево в целом прослеживается влияние Жан-Жака Эннера, особенно в женских образах с ярко-рыжими волосами и бледной молочной кожей. Как и у Эннера, её фигуры часто опираются на локти, запустив руку в волосы, а на заднем плане изображено окно или дверь. Свои женские модели Леру-Рево окружала таинственностью, изображая их контрастно выступающими из тёмного фона. В отличие от Эннера, она оставляет в стороне эротический аспект роковой женщины, отдавая предпочтение католическому средневековью. Сюжет полотна, не до конца определённый, несёт на себе печать влияния Жюля Лефевра.